# マクラーレン・M28
マクラーレン・M28（McLaren M28）は、マクラーレンが1979年のF1世界選手権用に製作したフォーミュラ1カー。デザイナーはゴードン・コパック。

## 解説
マクラーレン初のグラウンド・エフェクト・カーであり、そのスタイルはロータス・79とよく似ていた。モノコックにはノーメックス・ハニカムを使用している。
当初は、ロータスから移籍した、ロニー・ピーターソンがドライブする筈だったが、事故死により実現しなかった。
開幕戦のアルゼンチンGPでジョン・ワトソンが3位になったが、車体が大型化したことによる重量の増加とグリップ不足が露呈。スペインGPで全長と重量を削減したM28B、モナコGPでM28Cと改良型を登場させたが、最終的に同シャシーでの改良使用をあきらめ、イギリスGPよりM29を投入することになった。

## スペック

### シャシー
- シャシー名 M28
- シャシー構造 アルミニウム・ハニカム・モノコック
- 全長 4,393mm
- ホイールベース 2,870mm
- 前トレッド 1,778mm
- 後トレッド 1,626mm
- ブレーキ ロッキード
- サスペンション フロント・リヤ：ダブルウィッシュボーン
- タイヤ グッドイヤー
- ギアボックス マクラーレン/ヒューランドFG400（6速）・マニュアルシフト
- 重量

### エンジン
- エンジン名 フォード・コスワースDFV
- 気筒数・角度 V型8気筒・90度
- 排気量 2,993cc
- 最大馬力 485馬力
- 重量 168kg
- スパークプラグ チャンピオン
- 燃料・潤滑油 カストロール
- インジェクション ルーカス

## F1全成績
(key)
| 年   | タイヤ | No. | ドライバー | 1   | 2   | 3   | 4   | 5   | 6   | 7   | 8   | 9   | 10  | 11  | 12  | 13  | 14  | 15  | ポイント | 順位 |
| ---- | ------ | --- | ---------- | --- | --- | --- | --- | --- | --- | --- | --- | --- | --- | --- | --- | --- | --- | --- | -------- | ---- |
| 1979 | G      |     |            | ARG | BRA | RSA | USW | ESP | BEL | MON | FRA | GBR | GER | AUT | NED | ITA | CAN | USA | 15*      | 7位  |
| 1979 | G      | 7   | ワトソン   | 3   | 8   | Ret | Ret | Ret | 6   | 4   | 11  |     |     |     |     |     |     |     | 15*      | 7位  |
| 1979 | G      | 8   | タンベイ   | Ret |     | 10  | Ret | 13  |     | DNQ | 10  | 7   |     |     |     |     |     |     | 15*      | 7位  |

- DNQは予選不通過。
- *マクラーレン・M29による7ポイントを含む。